# 1859 in Zwitserland
Dit artikel beschrijft het verloop van 1859 in Zwitserland.

## Ambtsbekleders
De Bondsraad was in 1859 samengesteld als volgt:
| Naam | Naam                         | Partij    | Kanton       | Functie                                                                   |
| ---- | ---------------------------- | --------- | ------------ | ------------------------------------------------------------------------- |
|      | Jakob Stämpfli               | radicalen | Bern         | Bondspresident in 1859, hoofd van het Departement van Politieke Zaken     |
|      | Friedrich Frey-Herosé        | radicalen | Aargau       | Vicebondspresident in 1859; hoofd van het Departement van Militaire Zaken |
|      | Constant Fornerod            | radicalen | Vaud         | Hoofd van het hoofd van het Departement van Financiën                     |
|      | Jonas Furrer                 | radicalen | Zürich       | Hoofd van het Departement van Justitie en Politie                         |
|      | Melchior Josef Martin Knüsel | radicalen | Luzern       | Hoofd van het Departement van Handel en Douane                            |
|      | Wilhelm Matthias Naeff       | radicalen | Sankt Gallen | Hoofd van het Departement van Posterijen en Constructie                   |
|      | Giovanni Battista Pioda      | radicalen | Ticino       | Hoofd van het Departement van Binnenlandse Zaken                          |

De Bondsvergadering werd voorgezeten door:
| Naam | Naam                   | Partij              | Kanton       | Functie                                                |
| ---- | ---------------------- | ------------------- | ------------ | ------------------------------------------------------ |
|      | Johann Stehlin         | gematigde liberalen | Bazel-Stad   | Voorzitter van de Nationale Raad (tot 29 januari 1859) |
|      | Friedrich Peyer im Hof | gematigde liberalen | Schaffhausen | Voorzitter van de Nationale Raad (vanaf 2 mei 1859)    |
|      | Niklaus Niggeler       | radicalen           | Bern         | Voorzitter van de Kantonsraad (tot 5 mei 1859)         |
|      | François Briatte       | radicalen           | Vaud         | Voorzitter van de Kantonsraad (vanaf 4 juli 1859)      |

## Gebeurtenissen

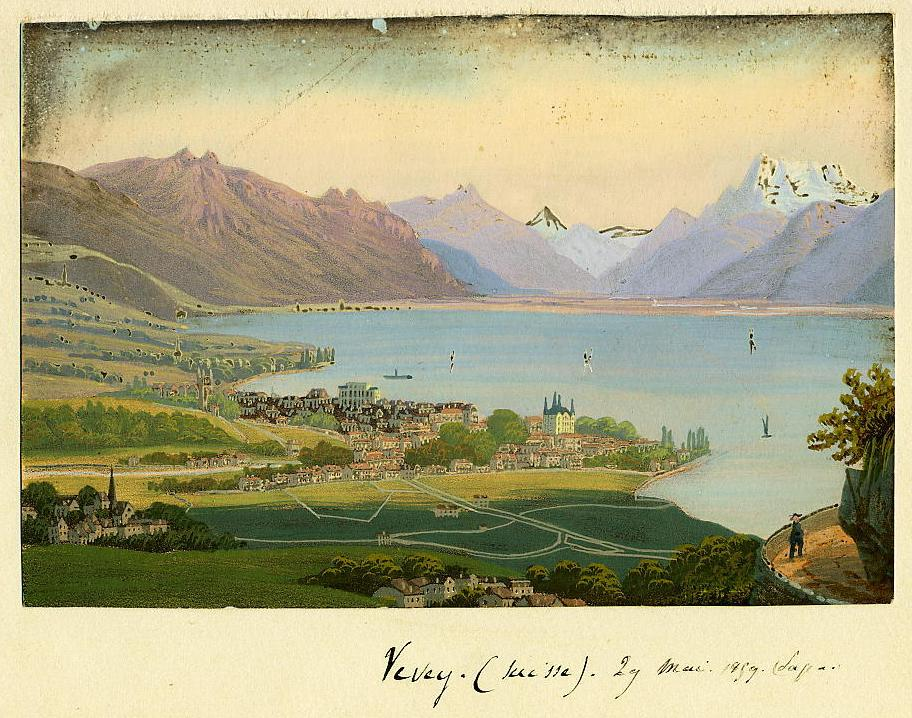
Vevey (kanton Vaud) in 1859.

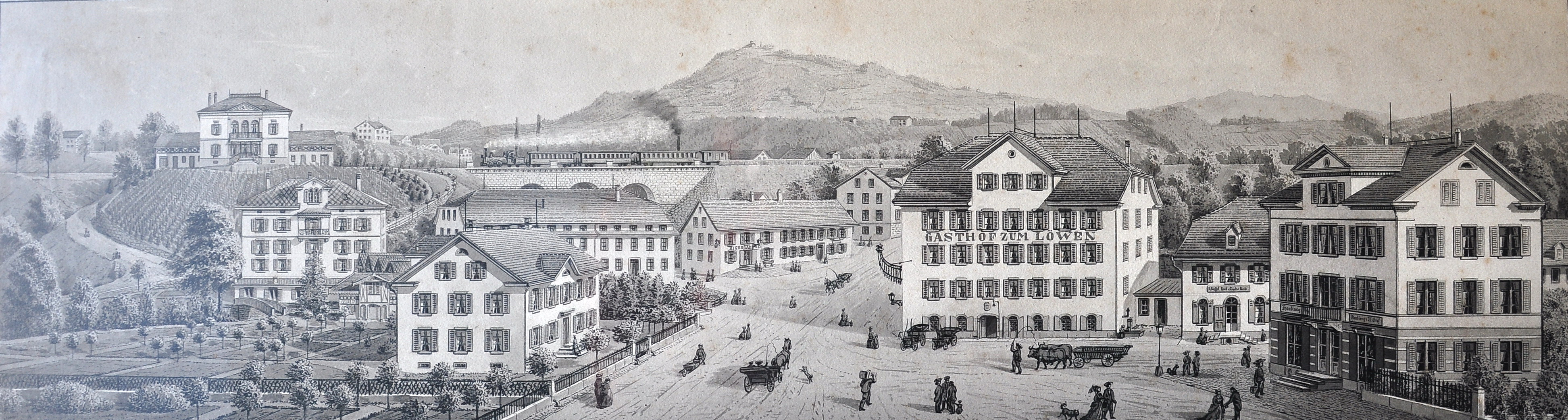
Rüti (kanton Zürich) in 1859, met op de achtergrond de in dat jaar geopende spoorlijn van Rüti naar Rapperswil.

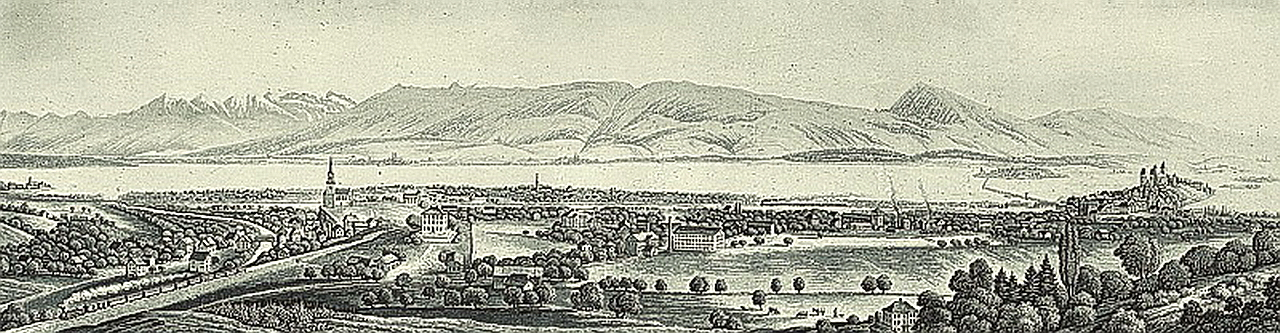
Rapperswil (kanton Sankt Gallen) in 1859.

### Februari
- 15 februari: De Vereinigte Schweizerbahnen nemen op de Glatthallinie het traject tussen Rüti en Rapperswil in dienst. Het eerste deel van deze spoorlijn was reeds in 1856 in dienst genomen.

### Maart
- 24 maart: Men gaat van start met een intekening voor de aankoop van de weide van de Rütli, de plek waar volgens de overlevering Arnold von Melchtal, Walter Fürst en Werner Stauffacher op 1 augustus 1291 de Rutlischwur zouden hebben gezworen, waarmee het Oude Eedgenootschap was geboren.

### April
- 29 april: De Tweede Italiaanse Onafhankelijkheidsoorlog breekt uit, een conflict in het aan Zwitserland grenzende Koninkrijk Lombardije-Venetië tussen het Tweede Franse Keizerrijk en het Koninkrijk Piëmont-Sardinië tegen het Keizerrijk Oostenrijk. Zwitserland plaats zijn troepen op versterkte vredesvoet.

### Mei
- 5 mei:  De Bondsvergadering benoemt Guillaume Henri Dufour tot generaal en opperbevelhebber van de Zwitserse troepen voor het geval dat het Zwitserse leger verder zou moeten mobiliseren in het kader van de Tweede Italiaanse Onafhankelijkheidsoorlog.
- 12 mei: In Neuchâtel wordt het Hôpital de la Providence in dienst genomen.

### Juni
- 8 juni: Nabij Lutry (kanton Vaud) vallen vier goederenwagons in het Meer van Genève nadat de bark die de wagons vervoerde, was omgeslagen.
- 24 juni: In de Tweede Italiaanse Onafhankelijkheidsoorlog vindt de Slag bij Solferino plaats. De Zwitserse bankier Henri Dunant is getuige van het bloedbad dat zich op het slagveld in Solferino heeft afgespeeld. Deze gebeurtenissen zouden hem er in 1862 toe brengen het boek Een herinnering aan Solferino te schrijven en zou later leiden tot de oprichting door Dunant van het Rode Kruis.

### Juli
- 1 juli: De Schweizerische Centralbahn opent de spoorlijn Bern - Thun.
- 14 juli: De 38 km lange spoorlijn tussen Le Bouveret en Martigny (kanton Wallis) wordt in dienst genomen.
- 30 juli: De Nationale Raad neemt een wet aan die een verbod instelt om een legerdienst te vervullen in het buitenland.

## Geboren
- 9 april: Wilhelm Caspar Escher, bankier en bestuurder (overl. 1929)
- 14 juli: Julie Heierli, Zwitserse historica (overl. 1938)
- 12 augustus: Edmund von Schumacher, jurist en politicus (overl. 1916)
- 3 september: Alfred Aubert, politicus (overl. 1923)

1848
· 1849
· 1850
· 1851
· 1852
· 1853
· 1854
· 1855
· 1856
· 1857
· 1858
· 1859
· 1860
· 1861
· 1862
· 1863
· 1864
· 1865
· 1866
· 1867
· 1868
· 1869
· 1870
· 1871
· 1872
· 1873
· 1874
· 1875
· 1876
· 1877
· 1878
· 1879
· 1880
· 1881
· 1882
· 1883
· 1884
· 1885
· 1886
· 1887
· 1888
· 1889
· 1890
· 1891
· 1892
· 1893
· 1894
· 1895
· 1896
· 1897
· 1898
· 1899
· 1900
· 1901
· 1902
· 1903
· 1904
· 1905
· 1906
· 1907
· 1908
· 1909
· 1910
· 1911
· 1912
· 1913
· 1914
· 1915
· 1916
· 1917
· 1918
· 1919
· 1920
· 1921
· 1922
· 1923
· 1924
· 1925
· 1926
· 1927
· 1928
· 1929
· 1930
· 1931
· 1932
· 1933
· 1934
· 1935
· 1936
· 1937
· 1938
· 1939
· 1940
· 1941
· 1942
· 1943
· 1944
· 1945
· 1946
· 1947
· 1948
· 1949
· 1950
· 1951
· 1952
· 1953
· 1954
· 1955
· 1956
· 1957
· 1958
· 1959
· 1960
· 1961
· 1962
· 1963
· 1964
· 1965
· 1966
· 1967
· 1968
· 1969
· 1970
· 1971
· 1972
· 1973
· 1974
· 1975
· 1976
· 1977
· 1978
· 1979
· 1980
· 1981
· 1982
· 1983
· 1984
· 1985
· 1986
· 1987
· 1988
· 1989
· 1990
· 1991
· 1992
· 1993
· 1994
· 1995
· 1996
· 1997
· 1998
· 1999
· 2000
· 2001
· 2002
· 2003
· 2004
· 2005
· 2006
· 2007
· 2008
· 2009
· 2010
· 2011
· 2012
· 2013
· 2014
· 2015
· 2016
· 2017
· 2018
· 2019
· 2020
· 2021
· 2022
· 2023